# Calliurichthys
Calliurichthys is een geslacht van straalvinnige vissen uit de familie van pitvissen (Callionymidae).

## Soorten
- Calliurichthys izuensis (Fricke & Zaiser Brownell, 1993)
- Calliurichthys scaber (McCulloch, 1926)